# リード・ダンス

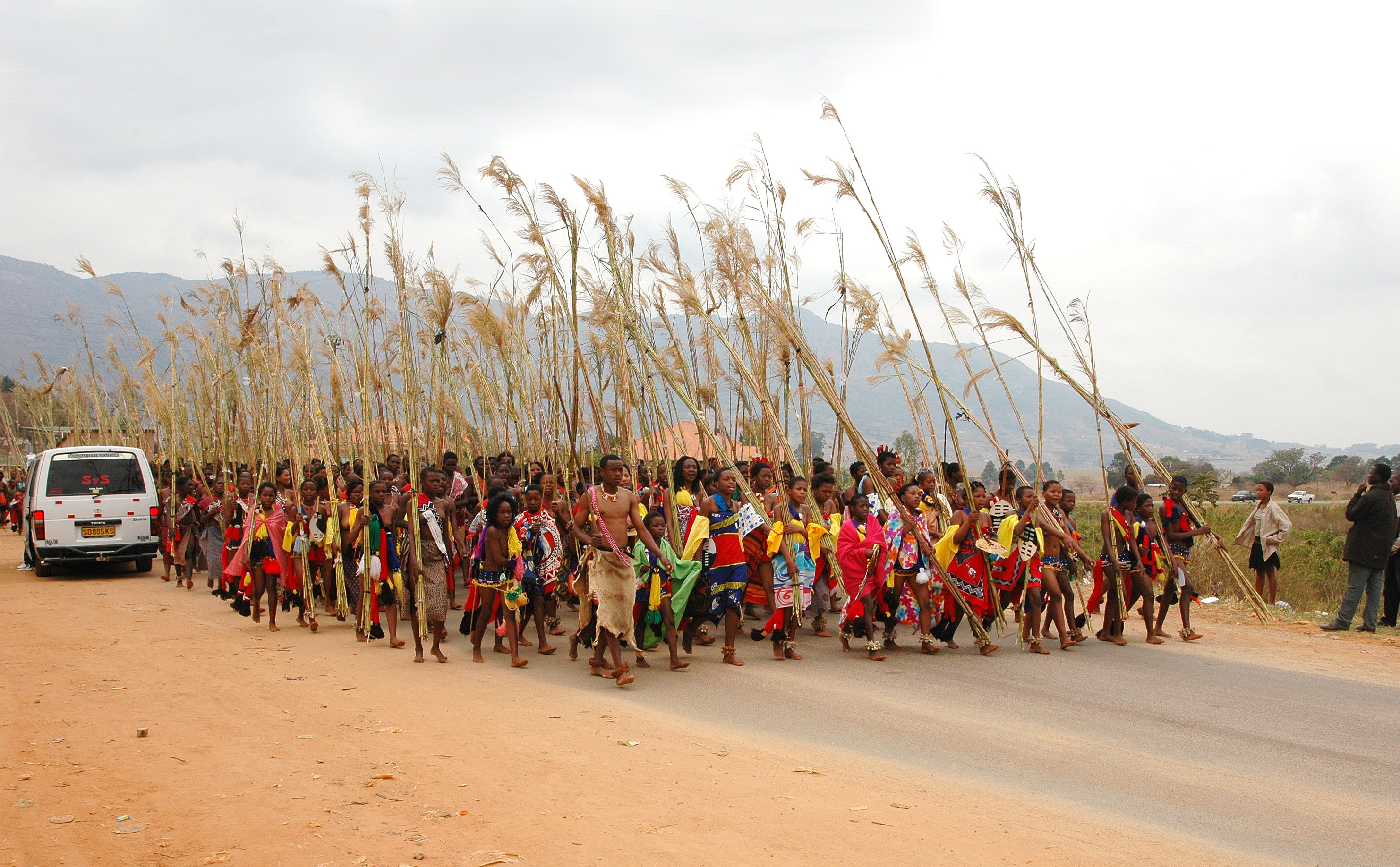
2006年のリードダンス

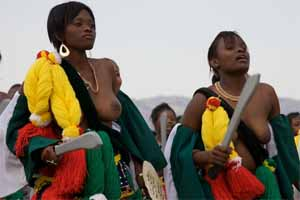
2009年リードダンスに参加する少女

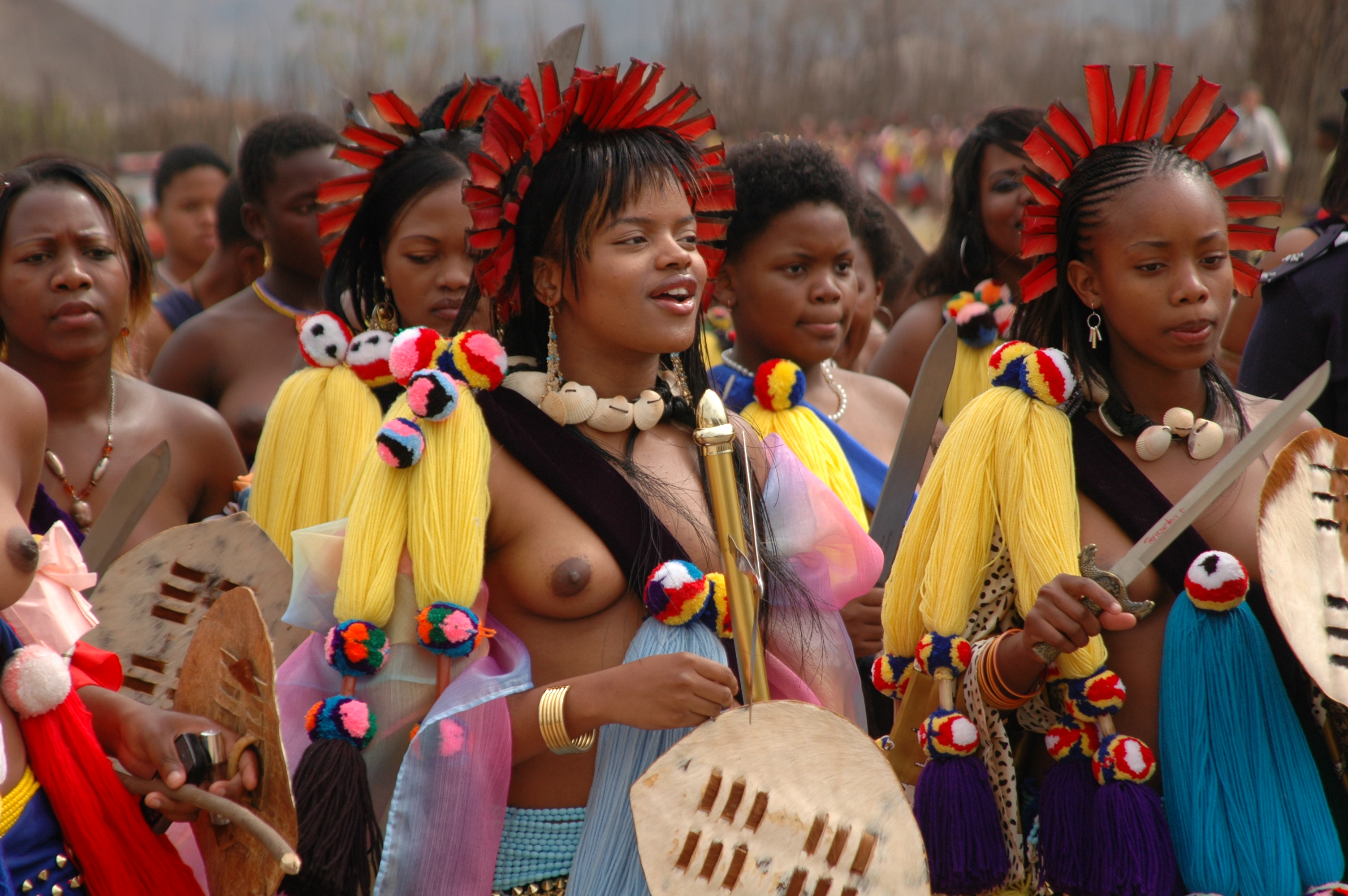
2006年のリード・ダンスに参加するシカニソ・ドラミニ王女（:en:Princess Sikhanyiso Dlamini）

リード・ダンス（Reed Dance）、スワジ語ではウムランガ（Umhlanga）は、エスワティニの祭り。

## 概要
スワジ人の伝統的な祭りで、8月から9月に開催される。未婚で子供のいないスワジ人の少女たちが何万人も国中から王母のもとへと集まる。2008年の祭りには7万人の処女が参加したとされる。現在の集結地は王家の村であるLudzidziniであり、ここで8日の間祭りが開催される。2020年は、新型コロナウイルス感染症の影響で開催されなかった。
王母が宮殿に到着した後、参加者たちは分散し、一日かけて背の高い葦（Reed）を刈って王母へと捧げる。その際、少女たちは上半身裸の伝統衣装や飾りを身にまとい、葦を持って歌い踊りながら行進する。葦は宮殿の修復などさまざまに使われる。
葦を捧げた翌日、少女たちはきれいに洗われた伝統的な衣装やビーズのネックレス、繭でできたアンクレット、帯、スカートを身にまとい、彼女たちの処女性の象徴としてブッシュナイフを手に持ち、歌い踊り行進する。また、ウムカショと呼ばれる房飾りを参加者たちは身につける。これは純潔を表すもので、色によって青は児童、黄は少女、赤は成人女性をさす。この儀式には王母や国王など、スワジ人の首脳が列席し、踊りを鑑賞する。要人だけではなく、一般市民や観光客もこの祭りを眺め楽しむことができる。パレードのあと、特に厳選された何グループかは会場の中央でパフォーマンスを行う。王の娘たちもこの儀式には参加し、王家の印として赤い羽根飾りをさして踊る。
この儀式の目的は、国中の未婚女性が王母のもとに集まり、王母へ捧げる共同作業を行うことによって王家への忠誠と女性間の連帯を深めることである。また、近年エスワティニではエイズ感染者が人口の40%を占めるなどエイズ被害が深刻化しているため（スワジランドにおけるHIV/AIDSを参照のこと）、国王が演説を行い、エイズ予防や未成年者の性交の禁止などを強調するのが常である。
いっぽうで、エスワティニ国王ムスワティ3世は、この儀式の参加者から毎年のように新しい妻を一人娶るため、主に国外から国情や演説との矛盾を指摘されることがある。

## 画像

「リード・ダンス」
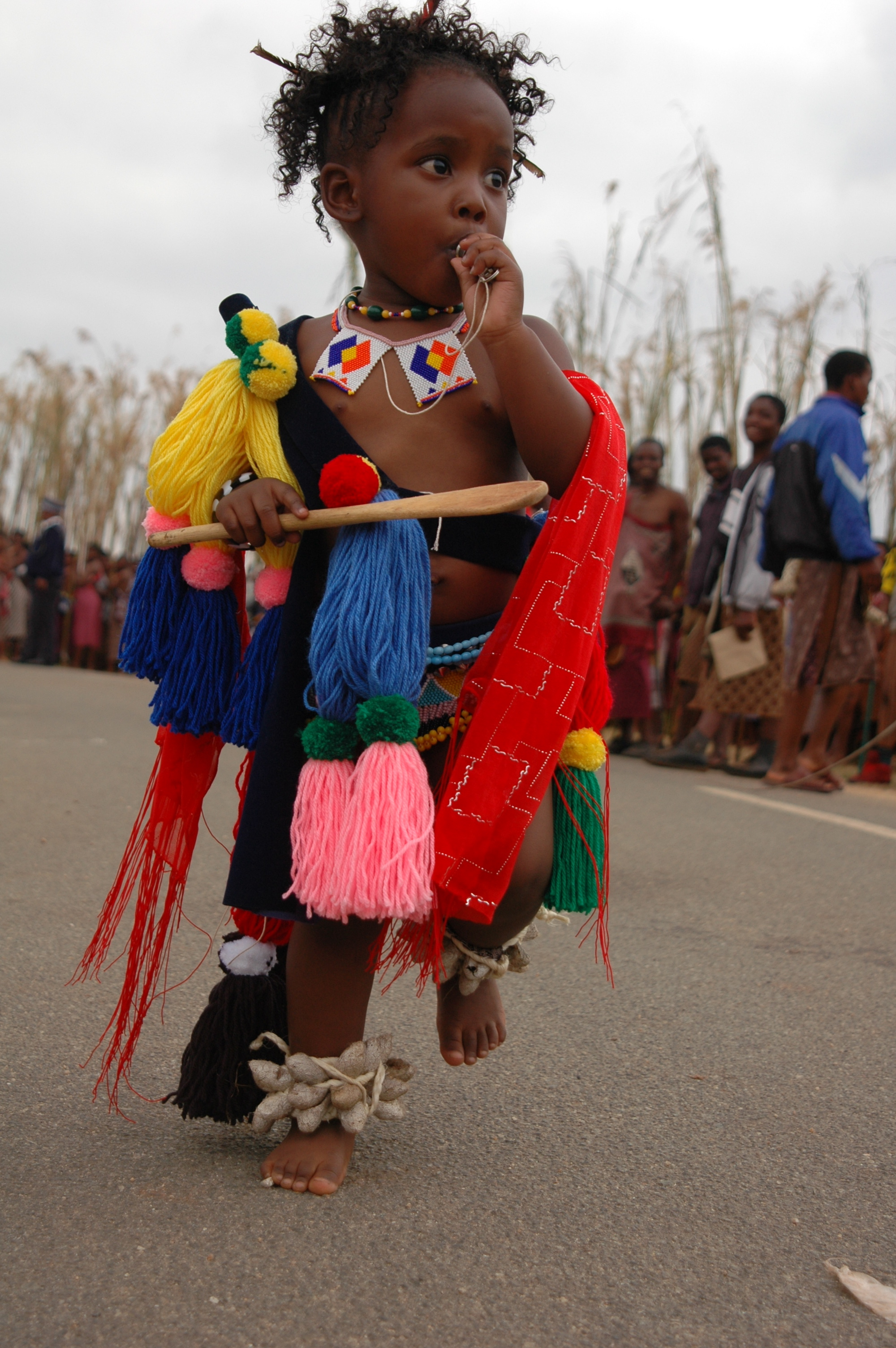
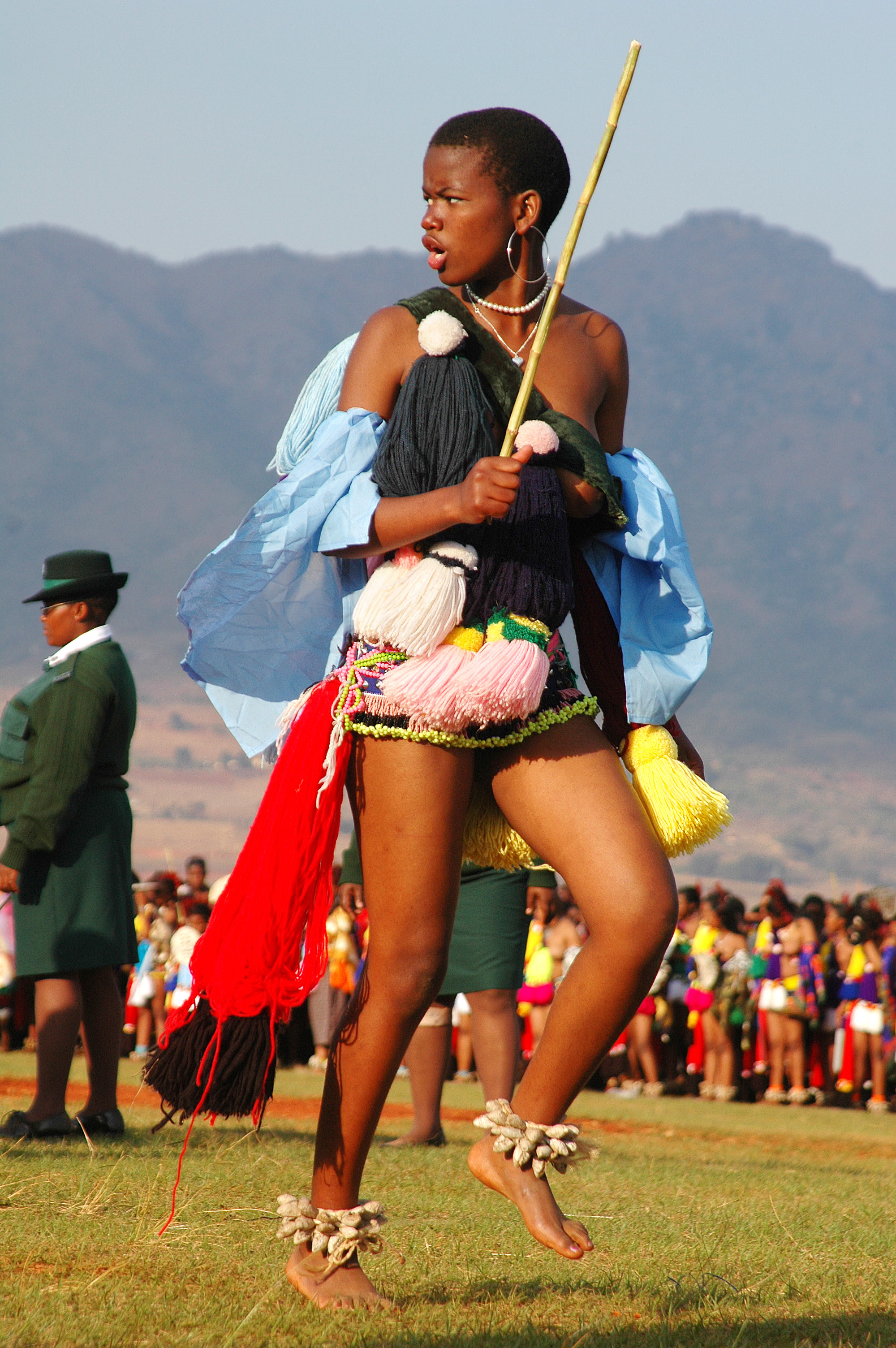
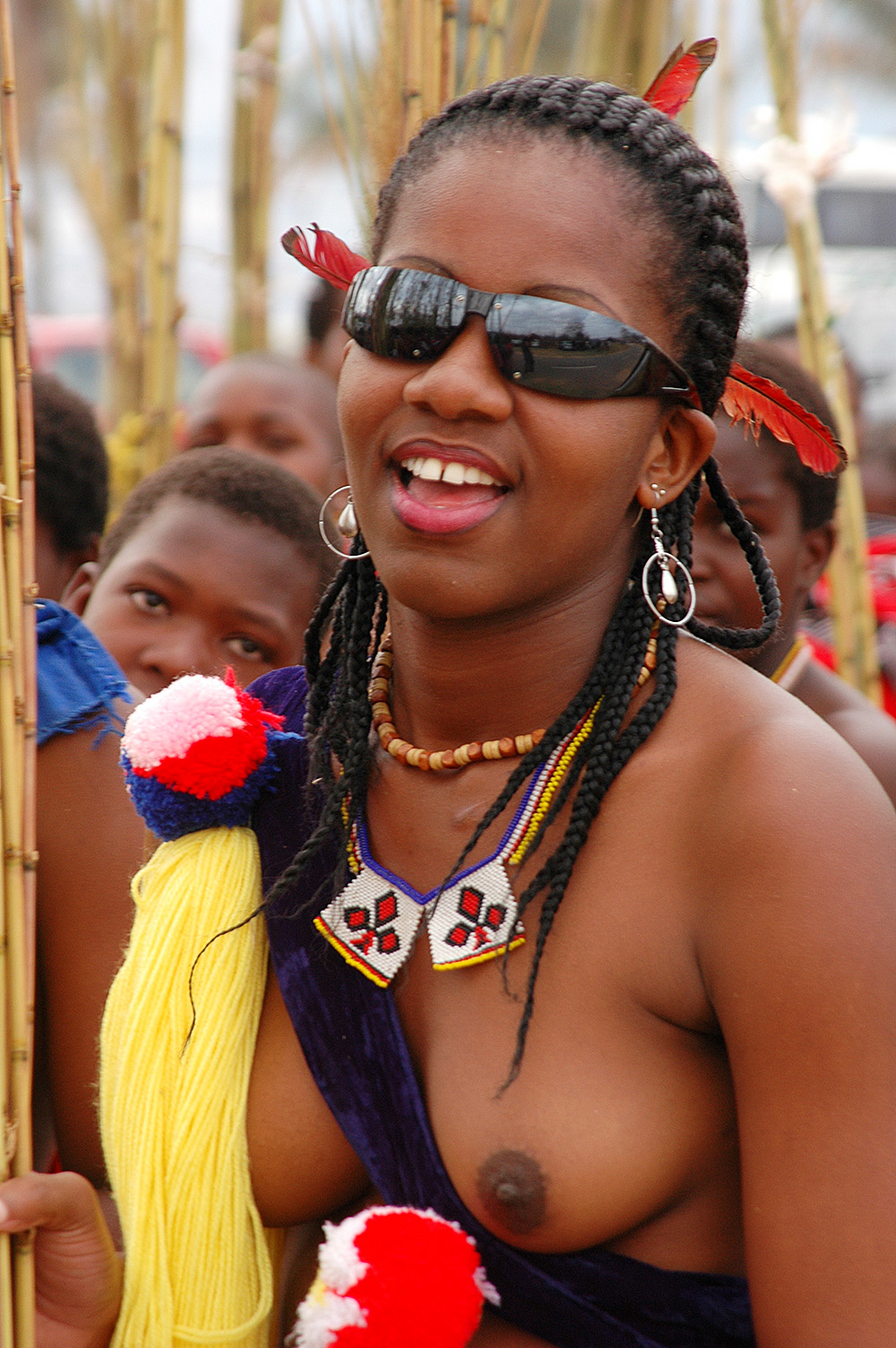
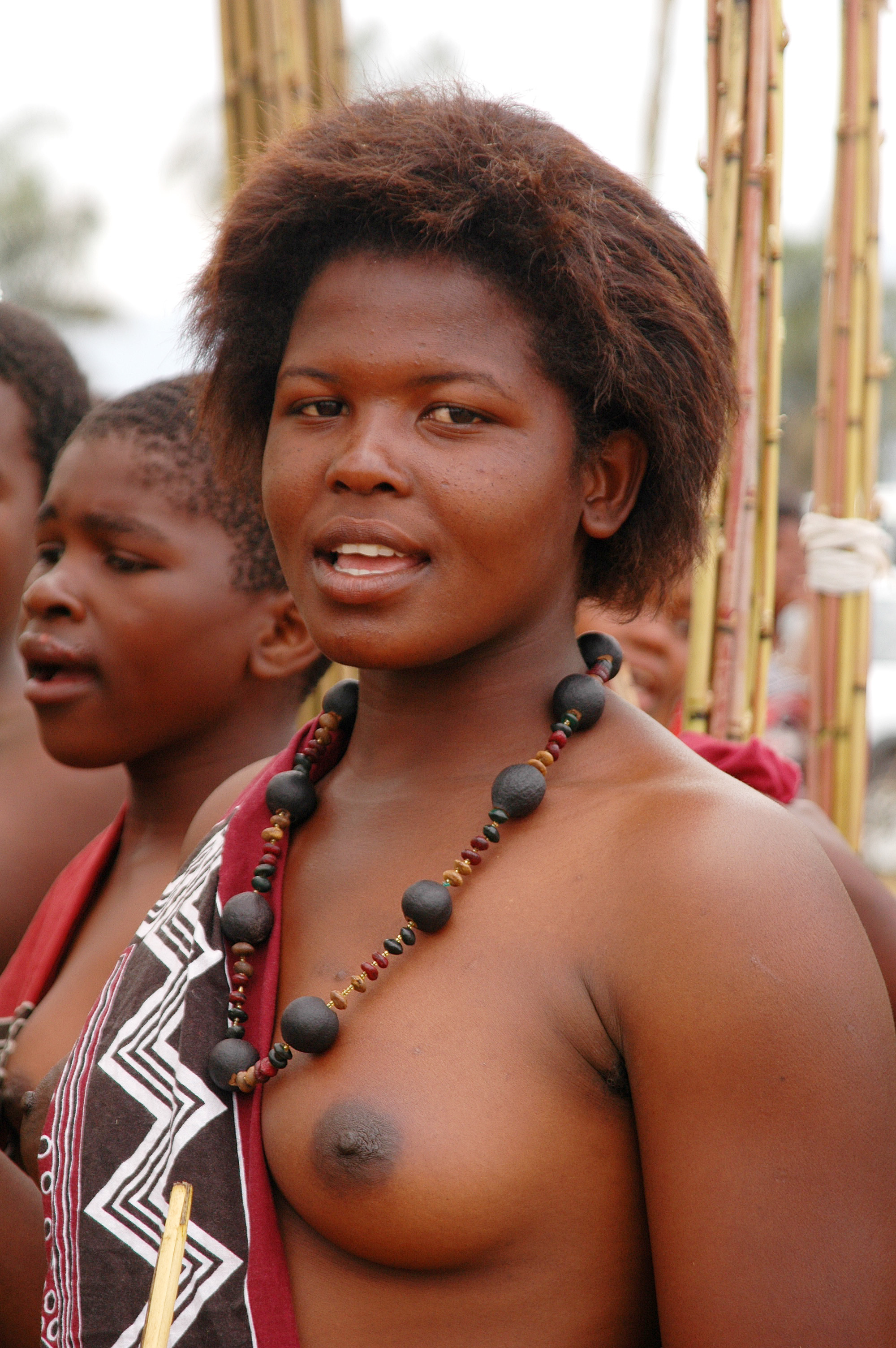
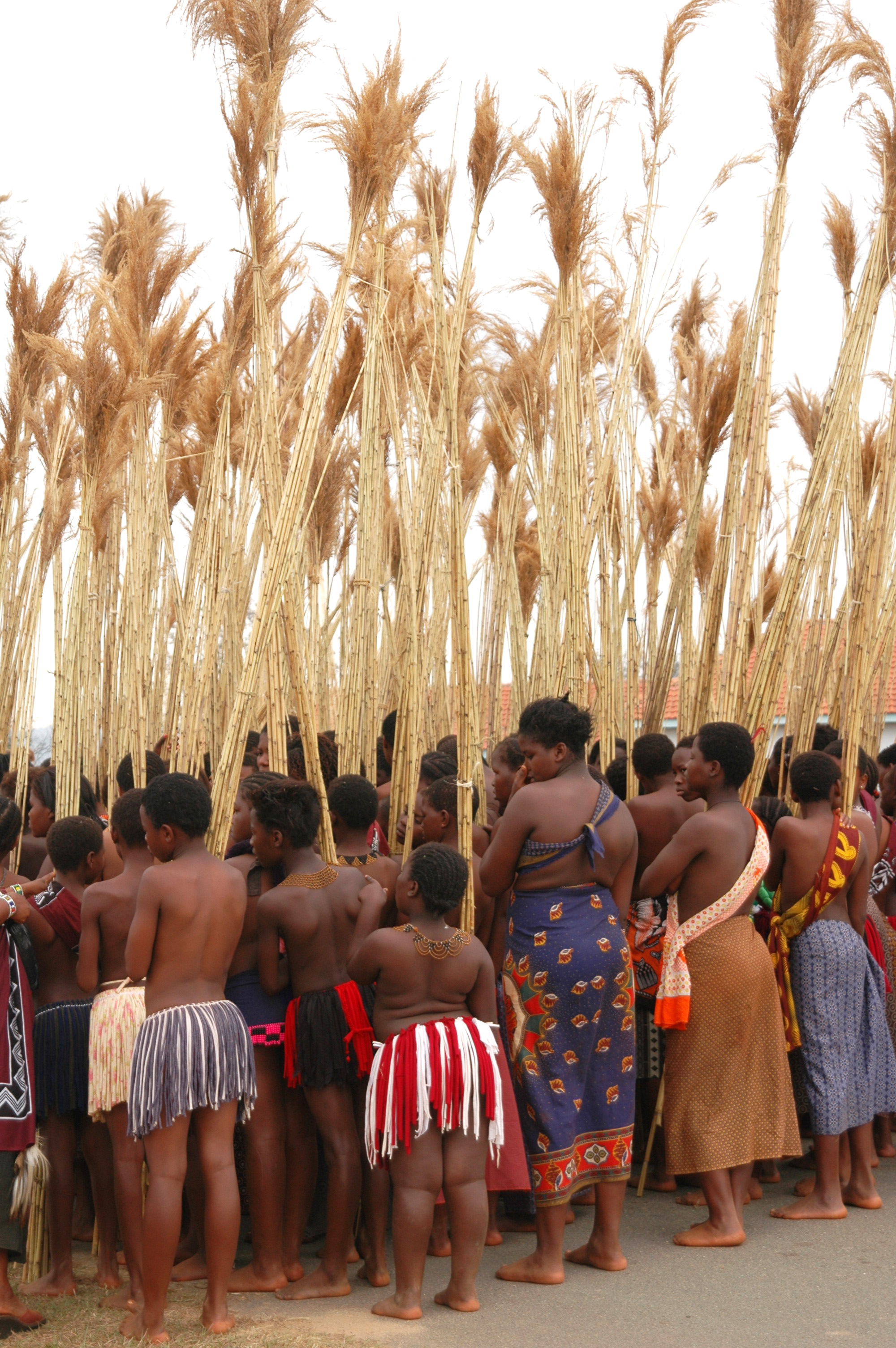
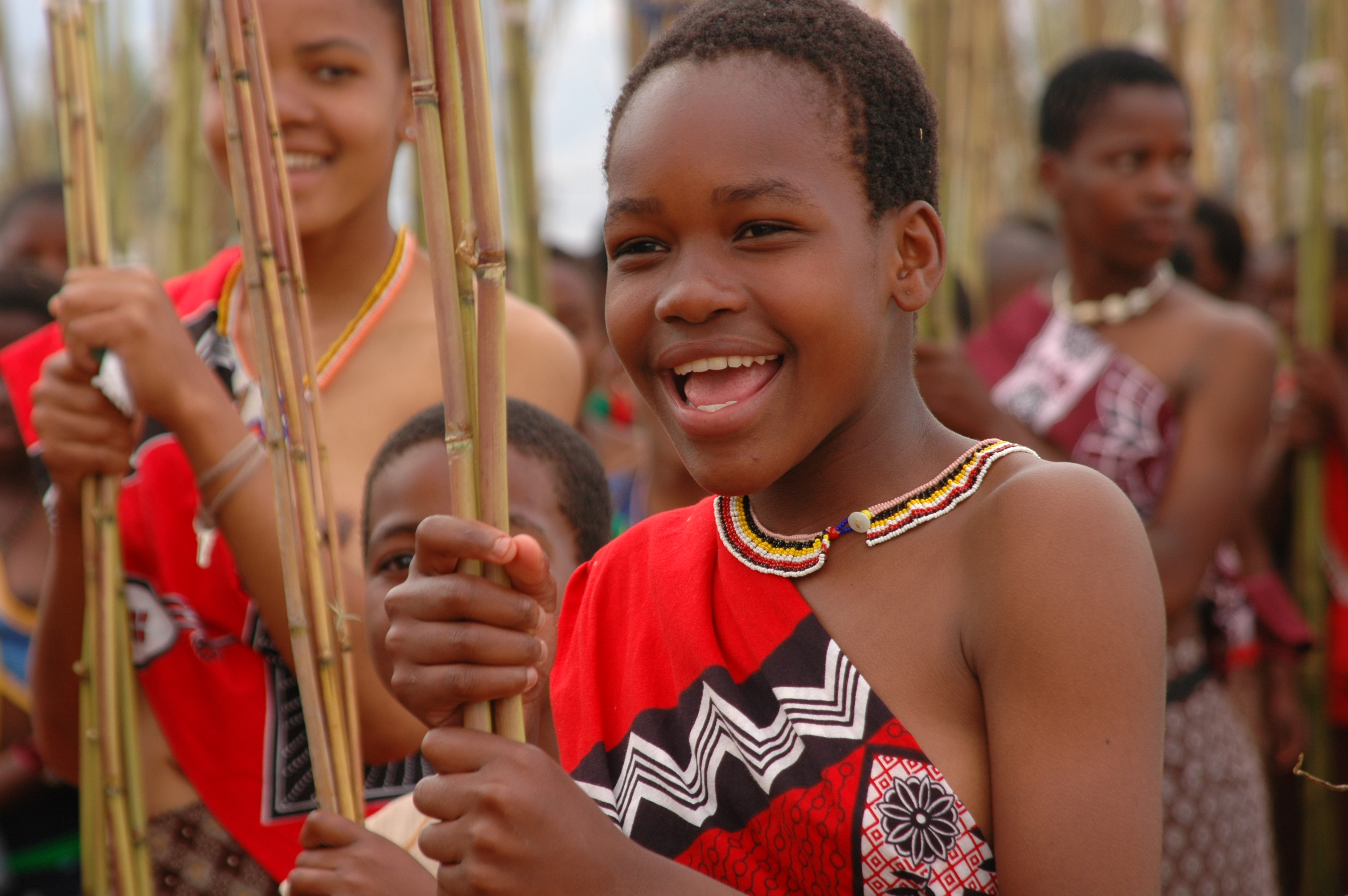
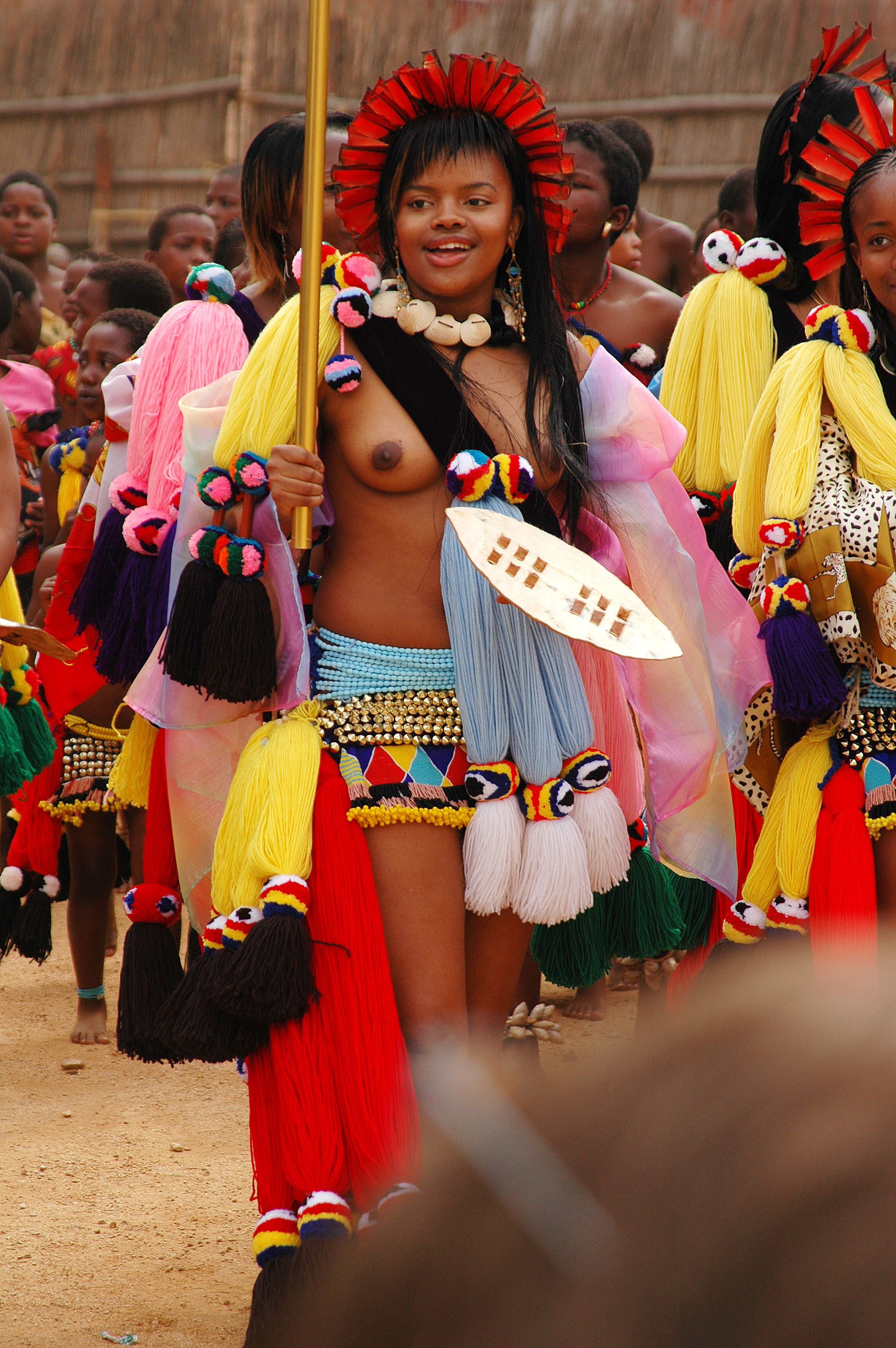
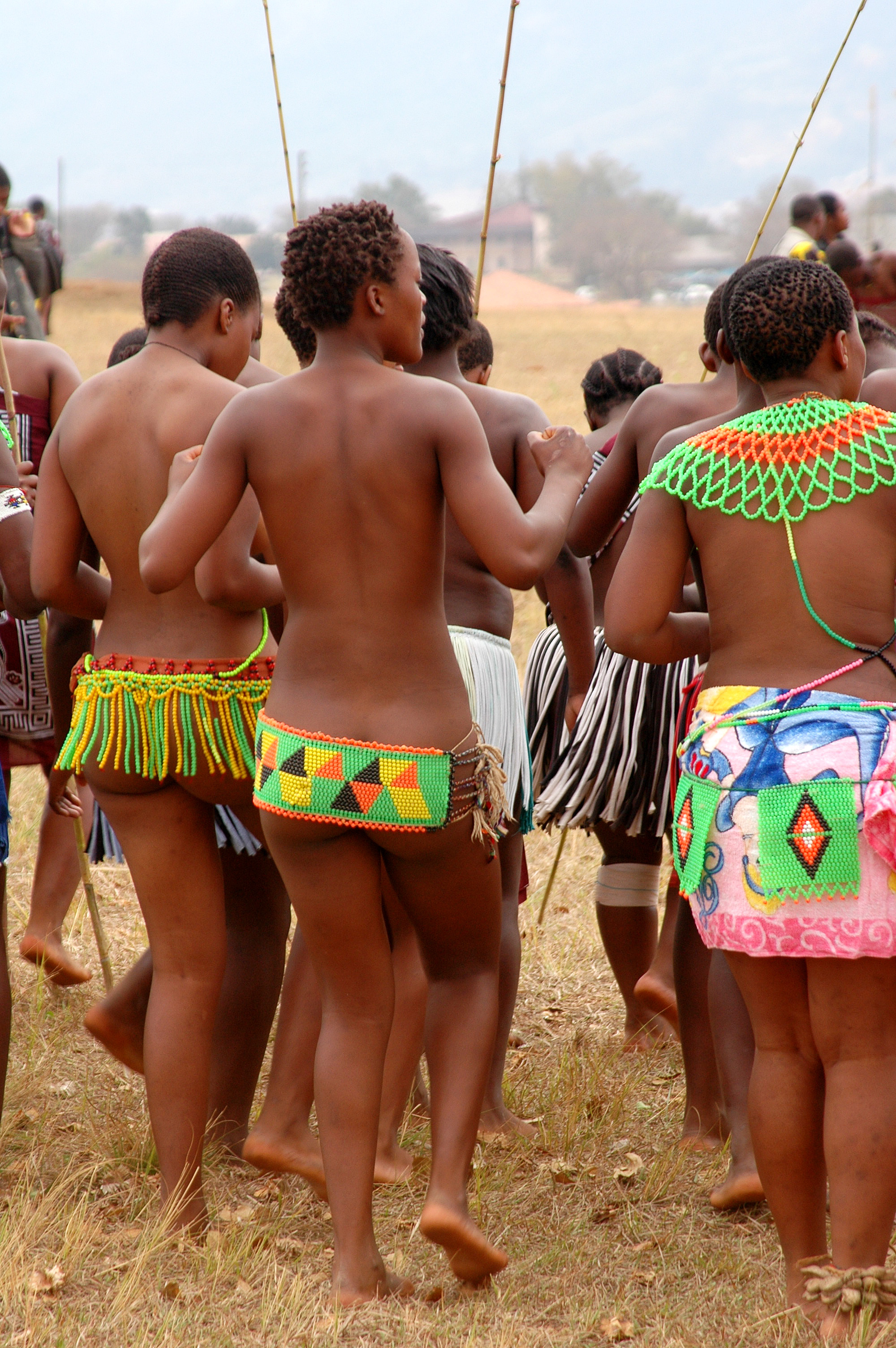
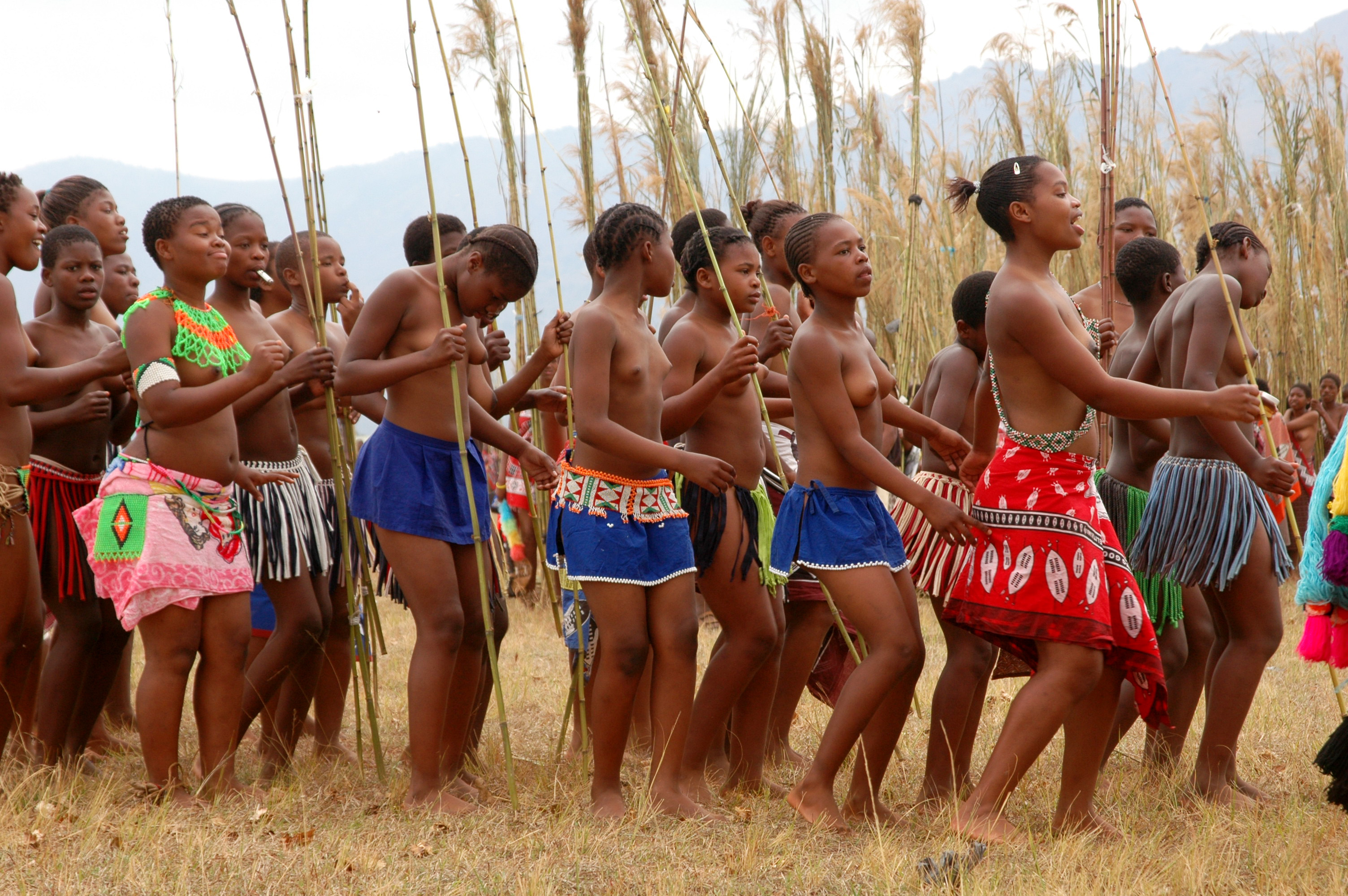
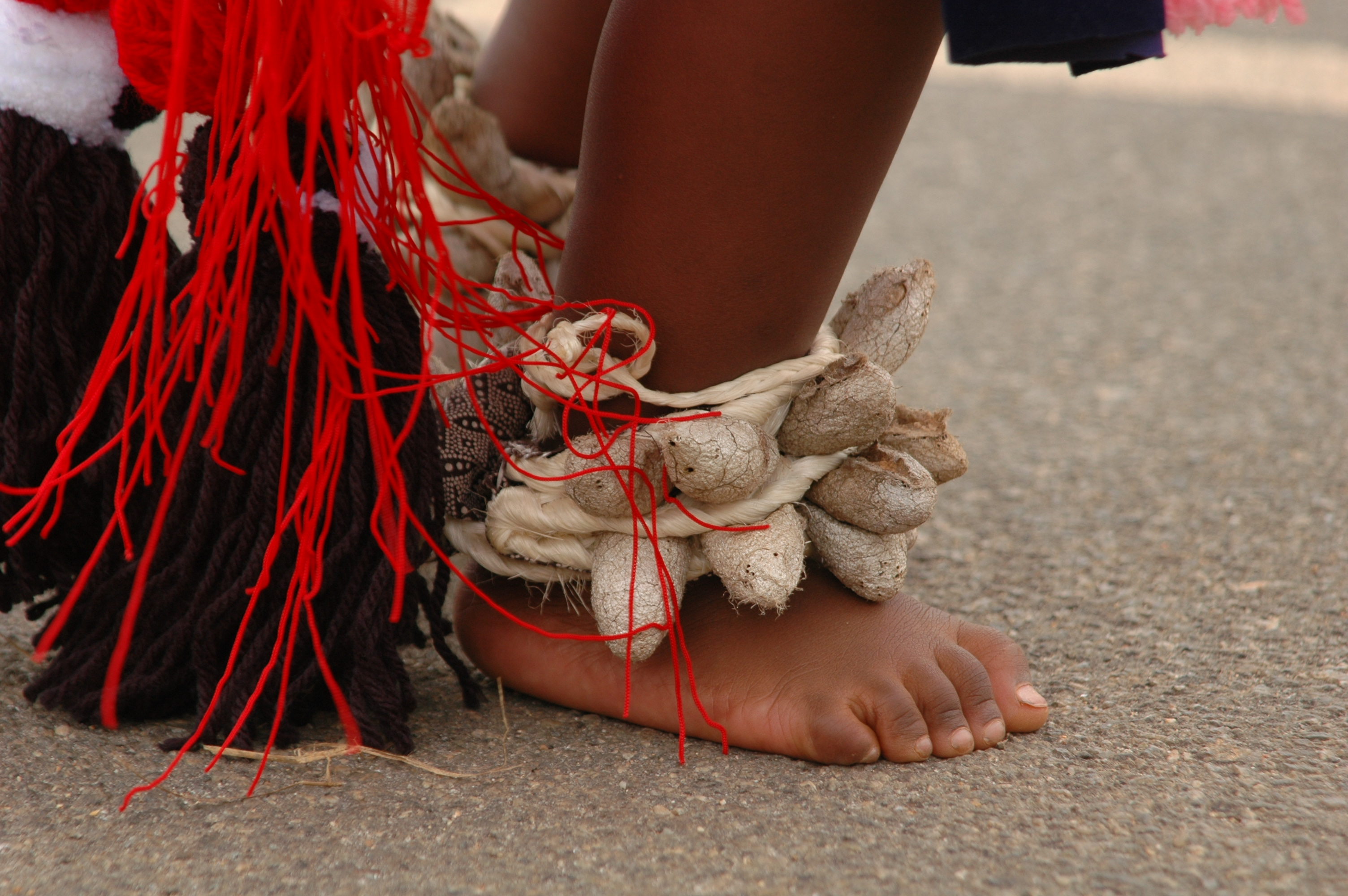
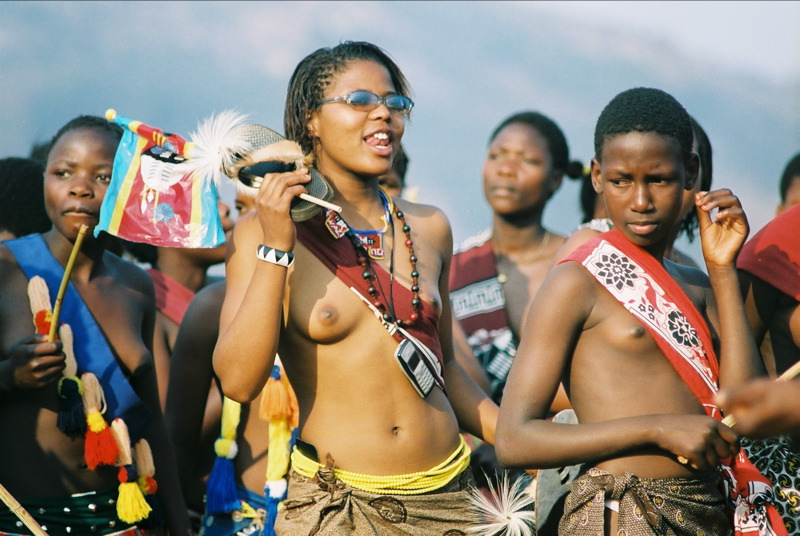
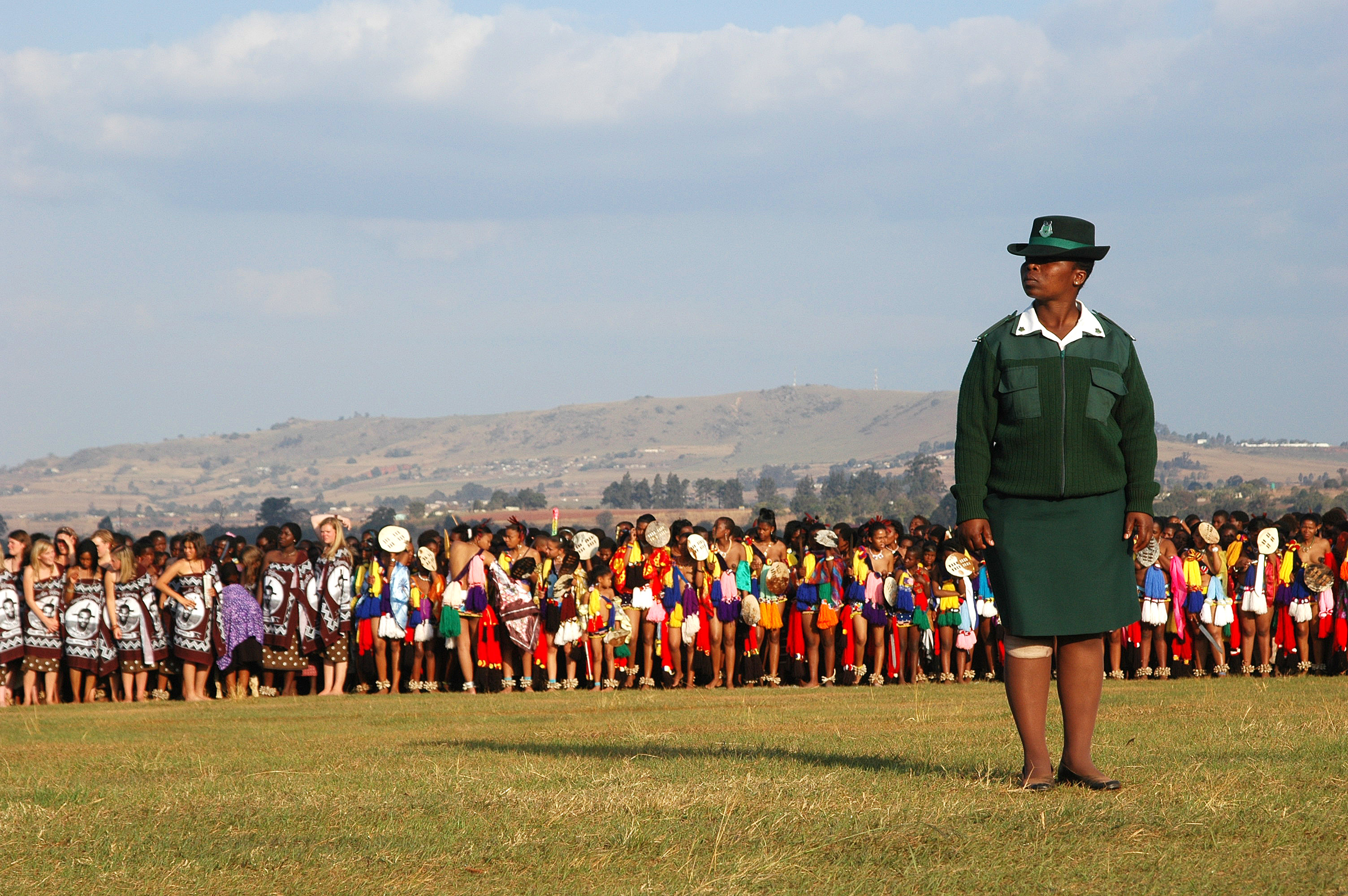